# (33429) 1999 DL4
1999 DL4 (asteroide 33429) é um asteroide da cintura principal. Possui uma excentricidade de 0.04500440 e uma inclinação de 10.85621º.
Este asteroide foi descoberto no dia 23 de fevereiro de 1999 por Korado Korlević e Mario Juric em Visnjan.